# Malé Chyndice
Malé Chyndice (in ungherese Kishind) è un comune della Slovacchia facente parte del distretto di Nitra, nella regione omonima.